# Préstec Interbibliotecari Consorciat i d'Accés
Sota la denominació de Préstec Interbibliotecari Consorciat i d'Accés (PICA) s'agrupen un conjunt d'acords que permeten als usuaris de les biblioteques de les institucions membres i col·laboradores del Consorci de Serveis Universitaris de Catalunya (CSUC) accedir a documents que no es troben en les seves biblioteques.
El PICA compren els següents acords:
- El préstec consorciat (PUC)
- El préstec interbibliotecari (PI)
- Acord de préstec in situ Arxivat 2016-08-11 a Wayback Machine.
- Acord d'accés a biblioteques Arxivat 2016-08-11 a Wayback Machine.

## Préstec consorciat
El préstec consorciat (PUC Arxivat 2016-07-02 a Wayback Machine.) és un servei gratuït iniciat a finals de 2011 que permet als usuaris de les biblioteques de les institucions membres del CSUC sol·licitar i tenir en préstec documents d'una altra biblioteca del CSUC sense intermediació dels serveis de Préstec Interbibliotecari (PI).
Els usuaris poden sol·licitar els documents directament de la interfície PUC a través del Catàleg Col·lectiu de les Universitats de Catalunya (CCUC) o bé presencialment en la biblioteca on es troben dipositats (préstec in situ).

### Objectius
Els principals objectius d'aquest servei són:  
- Millorar els serveis prestats
- Reduir el cost de prestació del servei

La millora del servei s'aconsegueix millorant la informació dels documents al Catàleg Col·lectiu de les Universitats de Catalunya (CCUC), optimitzant l'ús de les col·leccions gràcies a una major visibilitat de la informació, facilitant la petició i obtenció de documents i ampliant el servei a més tipologies d'usuaris. La reducció de cost prové de l'eliminació d'intermediaris gràcies a la intervenció de l'usuari en la prestació del servei i de la gestió del servei des del mateix sistema que el que gestiona la biblioteca.

### Participants
Les biblioteques universitàries participants en el PUC són les de:
- La Universitat de Barcelona
- La Universitat Autònoma de Barcelona
- La Universitat Politècnica de Catalunya
- La Universitat Pompeu Fabra
- La Universitat de Girona
- La Universitat de Lleida
- La Universitat Rovira i Virgili
- La Universitat Oberta de Catalunya
- La Universitat Ramon Llull
- La Universitat de Vic - Universitat central de Catalunya
- La Biblioteca de Catalunya

## Préstec interbibliotecari
El préstec interbibliotecari del CSUC (PI) és un servei iniciat l'any 1997 que permet als usuaris de les biblioteques de les institucions membres sol·licitar i tenir en préstec documents i fer petició de còpies d'una altra biblioteca del CSUC, a través dels serveis de PI.

### Objectius
L'objectiu del PI és facilitar la circulació de documents entre les biblioteques participants de tal manera que es redueixin al mínim imprescindible els terminis de rebuda i se simplifiquin les gestions econòmiques i administratives derivades de tal circulació.

### Funcionament[7]
Les biblioteques de les institucions membres funcionen amb el PUC, però segueixen emprant el préstec interbibliotecari (PI) per a l'obtenció de còpies i per al préstec de documents que no es presten a través del PUC.
A través del PI també es serveixen les peticions de préstec entre els membres de les biblioteques del CSUC, les institucions associades que no estan incorporades al PUC i els altres integrants del CCUC amb els quals se signen uns acords bàsics pel préstec interbibliotecari.